# Caryophanaceae
Alicyclobacillaceae è una famiglia di batteri appartenente all'ordine dei Bacillales. Essa comprende il solo genere Caryophanon.